# وزن غير محدد
وزن غير مُحدد أو وزن غير مُقيّد أو وزن خاص (بالإنجليزية: Catchweight) هو مصطلح يستخدم في الرياضات القتالية، مثل الملاكمة أو فنون القتال المختلطة، لوصف فئة الوزن الذي لا يلتزم بالحدود التقليدية لفئات الوزن.